# Angela Hauck-Stahnke
Angela Hauck-Stahnke (Oost-Berlijn, 2 augustus 1965) is een Duits oud-langebaanschaatsster. Voor de hereniging kwam zij uit voor Oost-Duitsland.

## Biografie
Hauck-Stahnke werd in 1990 de laatste Oost-Duitse wereldkampioen bij het schaatsen. Het was voor het eerst sinds haar junioren wereldtitels dat zij bij een internationaal toernooi weer op de hoogste trede stond. Als Oost-Duitse won zij drie junioren wereldtitels (1982, 1983 en 1984) en is daarmee tot op heden recordhoudster.
Haar internationale schaatscarrière bij de senioren begon voorspoedig met een zilveren medaille bij het WK Sprint van 1985 in Heerenveen. De daarop volgende jaren bleef ze bij de top, maar moest telkens haar landgenoten Karin Kania en Christa Rothenburger voor zich dulden.
Bij de Olympische Winterspelen van 1988 werd Hauck-Stahnke vierde op de 500 meter en zesde op de 1000 meter. Later dat jaar trouwde ze met handbal-international Stephan Haucke (Zomerspelen 1988 en 1992).
Op het WK Sprint van 1989 deed Hauck-Stahnke weer eens mee om de medailles, maar op de laatste afstand viel zij en ging een mooi positie verloren. Een jaar later in het Noorse Tromsø viel eindelijk alles op zijn plaats. Door onder andere twee afstandsoverwinningen bleef zij de Amerikaanse Bonnie Blair 0,3 punt voor in het eindklassement en werd daardoor wereldkampioen sprint. Later zou blijken dat zij de laatste Oost-Duitse wereldkampioen op de schaats werd. Bij het WK Sprint van 1991 kon ze de prestatie niet herhalen door een blessure en moest ze halverwege het toernooi opgeven.
Door de aanhoudende blessure stopte Hauck-Stahnke in 1993 met haar carrière. Het daaropvolgende seizoen maakte zij echter haar comeback en bereikte ze weer een eindpodium. Bij het WK Sprint van 1994 in Calgary reed ze persoonlijke records en won ze de zilveren medaille achter de onklopbare Bonnie Blair. Later het jaar deed ze ook mee aan de Winterspelen in Lillehammer. Op haar derde Winterspelen schaatsste ze tweemaal naar de twaalfde plaats. Aan het eind van het seizoen nam zij voorgoed afscheid van het schaatsen.

## Prestaties
In totaal won Hauck-Stahnke 15 wereldbekerwedstrijden (5 x 500 en 10 x 1000 meter) en driemaal het eindklassement in de wereldbeker (1 x 500 en 2 x 1000 meter). Zij won ook nog vijf nationale titels sprint en afstanden en vestigde twee wereldrecords junioren.

## Persoonlijke records
| Afstand    | Tijd    | Datum           | Baan            |
| ---------- | ------- | --------------- | --------------- |
| 500 meter  | 39,65   | 30 januari 1994 | Calgary         |
| 1000 meter | 1.19,29 | 30 januari 1994 | Calgary         |
| 1500 meter | 2.06,45 | 13 januari 1990 | Davos           |
| 3000 meter | 4.40,80 | 10 maart 1985   | Karl-Marx-Stadt |

## Resultaten
| jaar | Olympische Spelen  | Wereldbeker        | WK Sprint | WK Junioren |
| ---- | ------------------ | ------------------ | --------- | ----------- |
| 1981 |                    |                    |           | 5e          |
| 1982 |                    |                    |           | Goud        |
| 1983 |                    |                    |           | Goud        |
| 1984 |                    |                    |           | Goud        |
| 1985 |                    |                    | Zilver    |             |
| 1986 |                    | 11e 500m 14e 1000m | 5e        |             |
| 1987 |                    | 17e 500m 35e 1000m | 15e       |             |
| 1988 | 4e 500m 6e 1000m   | 6e 500m 13e 1000m  | 5e        |             |
| 1989 |                    | 500m · 1000m       | 27e       |             |
| 1990 |                    | 500m · 1000m       | Goud      |             |
| 1991 |                    | 9e 500m 5e 1000m   | NS3       |             |
| 1992 | 8e 500m 14e 1000m  | 500m · 6e 1000m    | 6e        |             |
| 1994 | 12e 500m 12e 1000m | 6e 500m · 1000m    | Zilver    |             |

### Medaillespiegel
| kampioenschap     | goud | zilver | brons |
| ----------------- | ---- | ------ | ----- |
| Olympische Spelen | 0    | 0      | 0     |
| Wereldbeker       | 3    | 1      | 2     |
| WK Sprint         | 1    | 2      | 0     |
| WK Junioren       | 3    | 0      | 0     |

## Wereldrecords
| Nr. | Afstand                 | Tijd    | Datum           | Baan  |
| --- | ----------------------- | ------- | --------------- | ----- |
| jr1 | Sprintvierkamp junioren | 168,200 | 23 januari 1983 | Davos |
| jr2 | 1000 meter junioren     | 1.23,53 | 22 januari 1984 | Davos |